# Gregoriu Papp
Gregoriu Papp  a fost un deputat în Marea Adunare Națională de la Alba Iulia, organismul legislativ reprezentativ al „tuturor românilor din Transilvania, Banat și Țara Ungurească”, cel care a adoptat hotărârea privind Unirea Transilvaniei cu România, la 1 decembrie 1918.:p. 77

## Biografie
A studiat teologia greco-catolică. A fost preot secretar al Consistoriului din Oradea.

## Activitatea politică

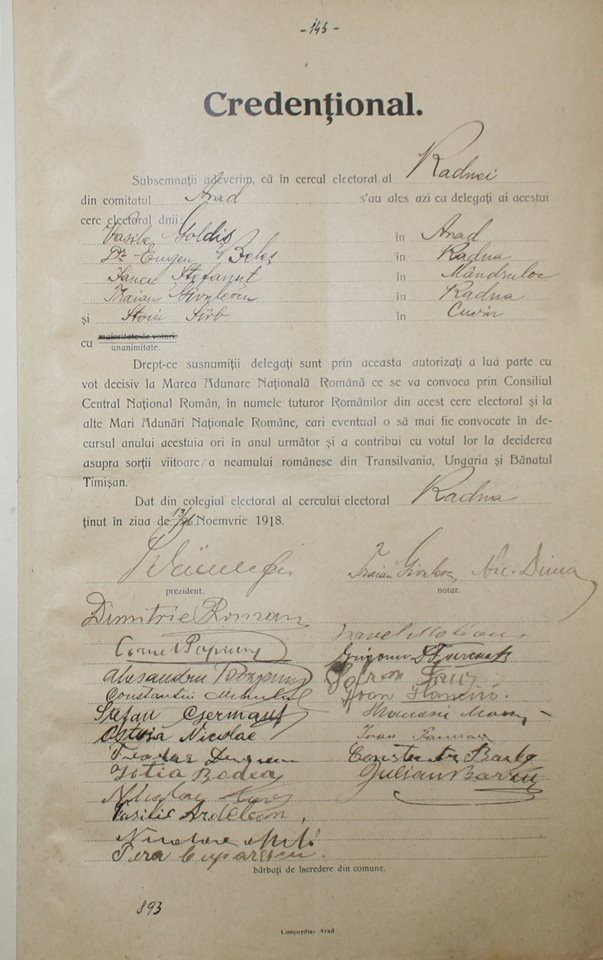
Credențional

A participat la Marea Adunare Națională de la Alba Iula ca delegat al Consistoriului greco-catolic din Oradea.